# Monolito dei St Breock Downs
Il monolito di St. Breock Downs (anche St. Breock Longstone; Lingua cornica: Men Gurta è una pietrafitta preistorica in Cornovaglia, Inghilterra. Si trova sulla cima del St. Breock Downs.
La pietra è prodotta dallo scisto devoniano locale che presenta estese venature di feldspato, e si stima che pesi circa 16,5 tonnellate. È lunghezza di 4,92 metri e altezza di un poco più di 3 metri sopra il livello del suolo. La pietra è posta su un tumulo con un diametro di circa 10 metri. Si crede che sia stato creato nel fine dal Neolitico o nella prima età del bronzo (intorno al 2500-1500 a.C.).
Uno scavo per riposizionare la pietra, caduta nel 1945, ha mostrato che originalmente la pietra si trovava tra ciottoli di quarzo che ricoprivano due cavità. In altri siti, cavità simili hanno contenuto ossa o ceneri umane.
È possibile che la pietra fosse associata ad altri monumenti rituali dell'età del bronzo nell'area, tra cui un'altra pietra eretta, e una serie di carriole che si estendono fino a 7 km a ovest.
La pietra è già stata menzionata in documenti nel 1613 e fu adottata come un indicatore di confine della parrocchia di San Breock.